# Thüringisch-Fränkisch-Vogtländisches Schiefergebirge

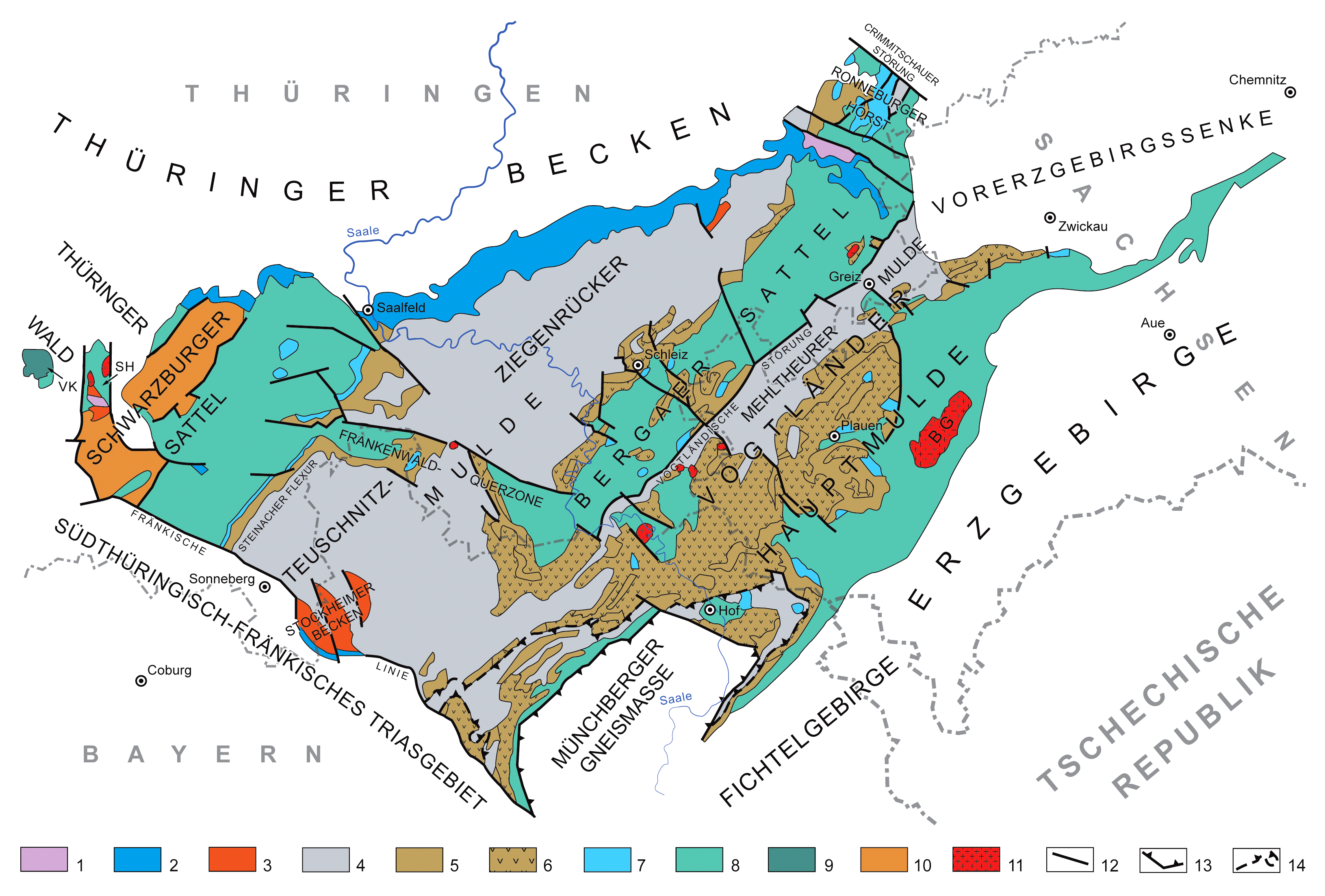
Geologische Übersichtskarte des Thüringisch-Fränkisch-Vogtländischen Schiefergebirges. Bedeutung der Zahlen in der Legende: 1-3 = undeformierte post-variszische Überdeckung, 4-10 = Variszisch deformierte Gesteine, 11 = magmatische Intrusivgesteine, 12-14 = strukturgeologische Elemente. 1 = Trias, 2 = Oberperm (Zechstein), 3 = oberstes Karbon und Unterperm (Rotliegend), 4 = Unterkarbon, 5 = devonische Sedimentgesteine, 6 = devonische Diabase und Spilite, 7 = Silur, 8 = Ordovizium, 9 = Kambrium, 10 = Präkambrium, 11 = variszische granitoide Gesteinskörper, 12 = Hauptstörungen, 13 = Rand der Münchberger Gneismasse (wahrscheinlich Teil einer Überschiebungsdecke), 14 = Grenze der „Bayerischen Fazies“ der paläozoischen Abfolge (möglicherweise Teil einer Überschiebungsdecke). Abkürzungen: BG = Bergener Granit, SH = Schleuse-Horst, VK = Vesser Komplex. Nach Henningsen & Katzung (2006), Linnemann (2003) und GÜK 200 (Blätter CC5526 Erfurt, CC5534 Zwickau, CC 6326 Bamberg, CC6334 Bayreuth).

Unter dem Begriff Thüringisch-Fränkisch-Vogtländisches Schiefergebirge (auch Thüringisch-Fränkisch-Westsächsisches Schiefergebirge oder, da es von der Saale komplett durchquert wird, Saalisches Schiefergebirge) werden aufgrund ihrer gemeinsamen geologischen Merkmale die mitteldeutschen Höhenzüge Thüringer Schiefergebirge und Frankenwald sowie der überwiegende Teil des Vogtlandes zusammengefasst. Das Thüringisch-Fränkisch-Vogtländische Schiefergebirge ist ein Rumpfgebirge der mitteleuropäischen Varisziden und wird dem Saxothuringikum zugerechnet. Die im Thüringisch-Fränkisch-Vogtländischen Schiefergebirge aufgeschlossenen varizisch gefalteten Gesteine bilden eine diskontinuierliche Abfolge vom Neoproterozoikum bis ins Unterkarbon. Typische Gesteine sind Quarzite, Grauwacken und Tonschiefer, die allesamt aus Meeresablagerungen entstanden sind.

## Räumliche und geologische Abgrenzung
Das Thüringisch-Fränkisch-Vogtländische Schiefergebirge ist wie folgt abgegrenzt:
- nach Westen durch die oberkarbonisch-permische (Rotliegend) Bedeckung des Thüringer Waldes,
- nach Norden und Nordwesten durch triassische Ablagerungen des Thüringer Beckens. Der Übergang ist, wie stellenweise auch an den Rändern des Harzes oder des Rheinischen Schiefergebirges zu beobachten ist, durch einen Saum von Ablagerungen des Zechsteins gekennzeichnet. Der Ronneburger Horst, ein „Nordsporn“ des Schiefergebirges, wird nach Norden von einer prominenten Verwerfung, der Crimmitschauer Störung, scharf begrenzt.
- nach Nordosten: durch Rotliegend-Sedimente der Vorerzgebirgs-Senke;
- nach Osten und Südosten durch das Kristallin von Erz- und Fichtelgebirge.
- Fast vollständig vom Südteil des Thüringisch-Fränkisch-Vogtländischen Schiefergebirges umschlossen wird die Münchberger Gneismasse;
- nach Südwesten: Scharfe Abgrenzung vom Südthüringisch-Fränkischen Triasgebiet durch die als Fränkische Linie bezeichnete Verwerfung.

## Regionale Geologie
Das Thüringisch-Fränkisch-Vogtländische Schiefergebirge gehört zu den mitteleuropäischen Varisziden. In der Gliederung der europäischen Varisziden nach Kossmat ist das Thüringisch-Fränkisch-Vogtländische Schiefergebirge Teil des Saxothuringikums. Es handelt sich um die einzige Teilregion des Saxothuringikums, in der fast ausschließlich Gesteine zutage treten,
- die nur in eine einzige, nämlich die variszische Gebirgsbildung einbezogen waren,
- und die sich während dieser Gebirgsbildung in den obersten Bereichen der Erdkruste befanden, sodass Druck und Temperaturverhältnisse nicht ausreichten um Gesteinsmetamorphosen hervorzurufen (man spricht hierbei auch von „flachkrustaler Deformation“).

## Interne Gliederung
Das Thüringisch-Fränkisch-Vogtländische Schiefergebirge ist intern in nordost-südwest (variszisch) streichende Sättel (auch als Antiklinorien bezeichnet) und Mulden (auch als Synklinorien bezeichnet) gegliedert. Die Namen dieser Strukturen lauten, von Nordwesten nach Südosten: Schwarzburger Sattel, Teuschnitz-Ziegenrücker Mulde, und Bergaer Sattel. Letzterer wird nach Südosten durch die Vogtländische Störung von der Vogtländischen Hauptmulde (eigentlich eher eine Halbmulde) abgeschnitten. Die Mehltheurer Mulde unmittelbar südöstlich der Vogtländischen Störung ist eine Teilmulde im Nordwesten der Vogtländischen Hauptmulde und setzt sich nach Südwesten in Gestalt der sehr schmalen Blintendorfer Mulde fort. Der südöstliche Teil der Vogtländischen Hauptmulde, der auch als Vogtland-Sattel bezeichnet wird, geht nach Südosten in das Kristallin von Erz- und Fichtelgebirge über.
Die Teuschnitz-Ziegenrücker Mulde ist durch eine nordwest-südost (herzynisch) streichende Horststruktur, die Frankenwald-Querzone, in einen nordöstlichen (Ziegenrücker Teilmulde) und einen südwestlichen Teil (Teuschnitzer Teilmulde) geteilt. Der Westteil der Querzone wird nach dem Ort Gräfenthal Gräfenthaler Horst, der Ostteil nach Bad Lobenstein Lobensteiner Horst genannt.

## Stratigraphie

### Präkambrium
Die ältesten Gesteine im Thüringisch-Fränkisch-Vogtländischen Schiefergebirge befinden sich im Schwarzburger Sattel. Diese neoproterozoischen Gesteine gehören der Katzhütte-Gruppe an und wurden bereits weit vor der variszischen Gebirgsbildung in der Cadomischen Gebirgsbildung gefaltet und zum Teil metamorphosiert. Es handelt sich überwiegend um Grauwacken und Tonschiefer, Kiesel- und Schwarzschiefer sowie Phyllite und Quarzite.

### Phanerozoikum
Die phanerozoischen Gesteine des Thüringisch-Fränkisch-Vogtländischen Schiefergebirges bilden zwei, meist nur geringfügig voneinander abweichende Abfolgen, die als „Thüringische Fazies“ und „Bayerische Fazies“ bezeichnet werden. Die Thüringische Fazies ist fast im gesamten Thüringisch-Fränkisch-Vogtländischen Schiefergebirge vertreten, während die Bayerische Fazies auf einen Saum um die Münchberger Gneismasse herum beschränkt ist. Die Unterschiede zwischen beiden Fazies bestehen darin, dass zu einer bestimmten Ablagerungszeit in den beiden Ablagerungsgebieten jeweils verschiedene Ablagerungsbedingungen (in erster Linie bezüglich der Meerestiefe und der relativen Entfernung des Ursprungsortes der Sedimente) herrschten. Da Gesteine aus Bayerischer und Thüringischer Fazies im Süden des Thüringisch-Fränkisch-Vogtländischen Schiefergebirges unmittelbar und übergangslos nebeneinander vorkommen, besteht zum Teil die Ansicht, dass die Formationen der Bayerischen Fazies zusammen mit der Münchberger Gneismasse als Tektonische Decke während der Hauptphase der Variszischen Gebirgsbildung aus größerer Entfernung an ihre heutige Position verfrachtet wurden. Eine andere Hypothese erklärt die Faziesunterschiede damit, dass lokal eng begrenzte Hebungen und Senkungen der Erdkruste dafür sorgten, dass im Ablagerungsgebiet der Bayerischen Fazies andere Bedingungen herrschten als im Rest des heutigen Thüringisch-Fränkisch-Vogtländischen Schiefergebirges.

#### Kambrium
Das Kambrium scheint im überwiegenden Teil des Verbreitungsgebietes der Thüringischen Fazies durch eine Schichtlücke vertreten zu sein. Allgemein als kambrisch erachtet wird der sogenannte Vesser Komplex. Dieser wird zur Nordwestflanke des Schwarzburger Sattels gerechnet, liegt aber isoliert inmitten von Rotliegend-Gesteinen des Thüringer Waldes. Zudem befindet sich der Vesser Komplex am Südostrand der Mitteldeutschen Kristallinschwelle (Südliche Phyllitzone) und unterscheidet sich vom Schiefergebirge weiter östlich dadurch, dass er durchweg mittelgradig metamorphe Gesteine enthält. So wurden ursprünglich sandig-tonige Sedimente in Quarzit bzw. Phyllit und karbonatische Sedimente in Marmor umgewandelt. Ein Großteil des Vesser Komplexes besteht jedoch aus Gesteinen vulkanischen Ursprunges (Metarhyolithe, -andesite, -dacite und -basite sowie entsprechende Tuffe) die teilweise stark mit dem Eisenerzmineral Magnetit angereichert sind.
In der Bayerischen Fazies sind Ablagerungen kambrischen Alters anhand von Fossilien sicher belegt. Dort treten Tonschiefer-Quarzit-Wechselfolgen sowie vulkanische Brekzien und Tuffe auf.

#### Ordovizium
Ordovizische Gesteine der Thüringischen Fazies treten in allen drei Sattelstrukturen des Thüringisch-Fränkisch-Vogtländischen Schiefergebirges zutage. Obwohl diese Vorkommen voneinander isoliert sind, sind die Gesteinsformationen vom Schwarzburger Sattel bis zum Vogtland-Sattel relativ problemlos miteinander korrelierbar. Typisch sind Quarzite (Frauenbach-Quarzit, Phycodes-Schichten) und Tonschiefer („Lederschiefer“, „Griffelschiefer“). Zwischen Lederschiefer und Griffelschiefer eingeschaltet ist die Schmiedefeld-Formation, die sich u. a. durch einen größtenteils aus Chamosit-Oolithen bestehenden Eisenerzhorizont auszeichnet.
In der Bayerischen Fazies dominieren Tonschiefer („Leimitz-Schiefer“, „Randschiefer-Serie“), vergesellschaftet mit Gesteinen, die auf einen Diabas-Keratophyr-Magmatismus zurückgehen. Der Lederschiefer wird dort durch den in flachem Wasser abgelagerten Döbra-Sandstein vertreten.

#### Silur

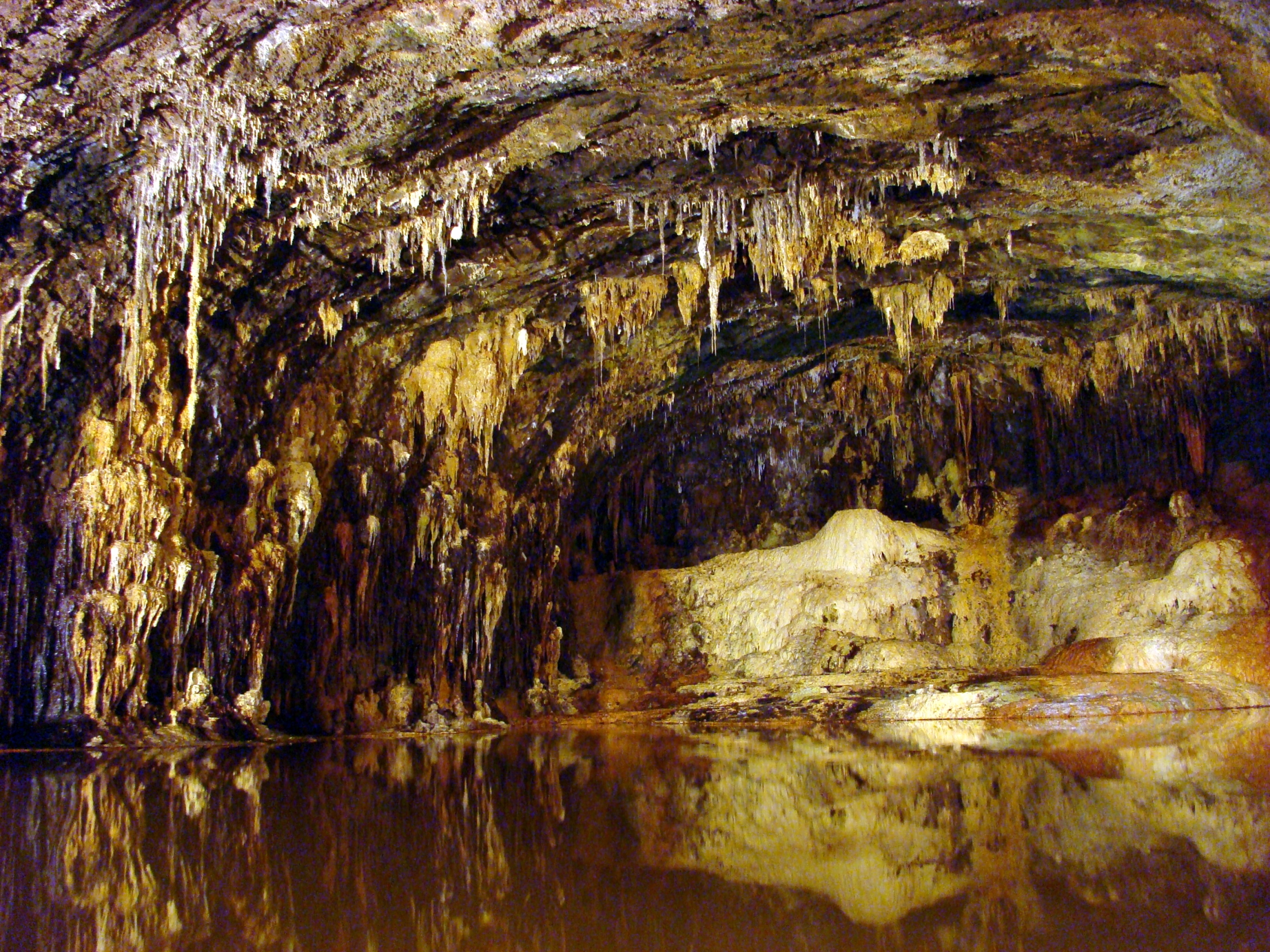
Silurische Alaun- und Kieselschiefer mit Sulfat-Tropfsteinen in den Saalfelder Feengrotten

Silurische Gesteine der Thüringischen Fazies sind in der lückenlosen Ordovizium-Unterkarbon-Abfolge an der Südost-Flanke des Schwarzburger Sattels aufgeschlossen. Weiter östlich tritt Silur in Form kleiner „Inselvorkommen“ auf. Typische Gesteine sind graptolithenhaltige Kiesel- und Alaunschiefer sowie Kalkstein („Ockerkalk“).
In der Bayerischen Fazies tritt anstelle des Ockerkalks der „Orthocerenkalk“ auf.

#### Devon
Devonische Ablagerungen treten im Verbreitungsgebiet der Thüringischen Fazies in erster Linie an den Übergängen der Sättel zu den Mulden auf. Typische Gesteine sind Kalkknotenschiefer (u. a. Bohlen-Formation) und Tonschiefer (u. a. der „Tentakuliten-Schiefer“). Im Osten des Thüringisch-Fränkisch-Vogtländischen Schiefergebirges befinden sich auch vulkanische Gesteine, wie Diabase (einschließlich Pillowlaven) und Tuffite, die unter dem bergmännischen Begriff Schalstein zusammengefasst werden. Diese Schalsteinserien enthalten u. a. Eisenerze des Lahn-Dill-Typs.
In der Bayerischen Fazies dominieren Kieselschiefer.

#### Unterkarbon

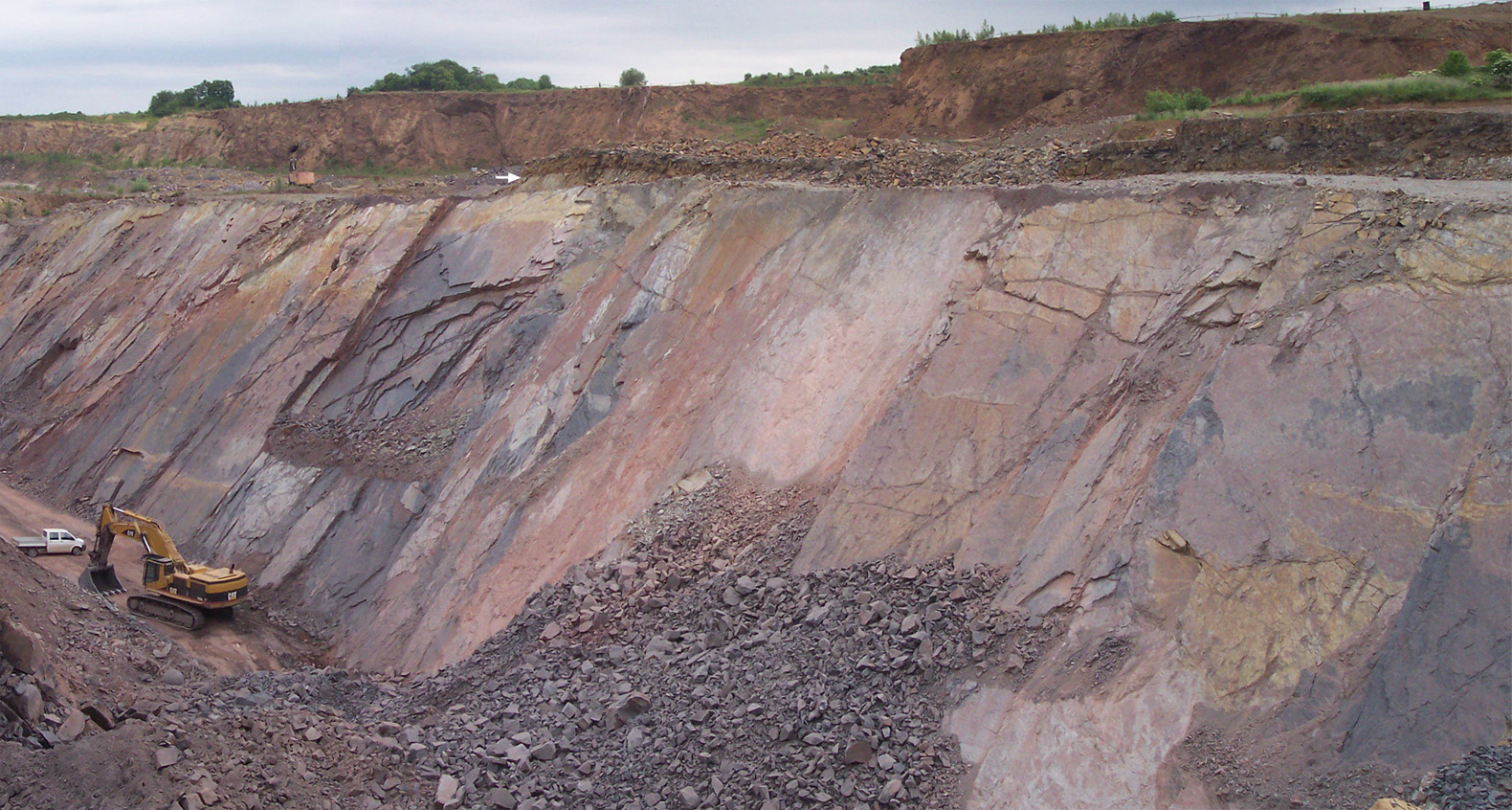
Steilgestellte unterkarbonische Grauwacken und Tonschiefer im Großtagebau Kamsdorf. Der Tagebau befindet sich bereits im Übergangsbereich zum Thüringer Becken. Daher ist das Karbon dort diskordant von Zechsteinkarbonaten überlagert.

Die unterkarbonischen Ablagerungen im Thüringisch-Fränkisch-Vogtländischen Schiefergebirge sind die jüngsten Gesteine, die von der variszischen Gebirgsbildung erfasst wurden. Im Verbreitungsgebiet der Thüringischen Fazies kommen sie überwiegend in den Muldenstrukturen vor. Während dort im tieferen Unterkarbon noch feinkörnige, dunkle Tonschiefer (Dach- und Rußschiefer) vorherrschen, treten im höheren Unterkarbon faktisch ausschließlich Flyschsedimente auf. In der Thüringischen Fazies liegen diese als typische Grauwacken-Tonschiefer-Wechselfolgen vor. Nur im höchsten Oberkarbon tritt auch konglomeratischer Wildflysch auf.
Die Bayerische Fazies zeigt im Unterkarbon den krassesten Gegensatz zur Thüringischen Fazies. Die Flyschablagerungen sind dort im Schnitt deutlich grober ausgebildet. So kommt dort häufig Wildflysch in Gestalt von Brekzien und Konglomeraten mit zum Teil metergroßen Blöcken (Olistholithen) verschiedener devonischer und karbonischer Gesteine vor. Große Blöcke von Kohlenkalk deuten darauf hin, dass die Ursprungsregion des Wildflysches zumindest teilweise eine von einem flachen Meer bedeckte Schelfregion war.

#### Oberkarbon und Perm

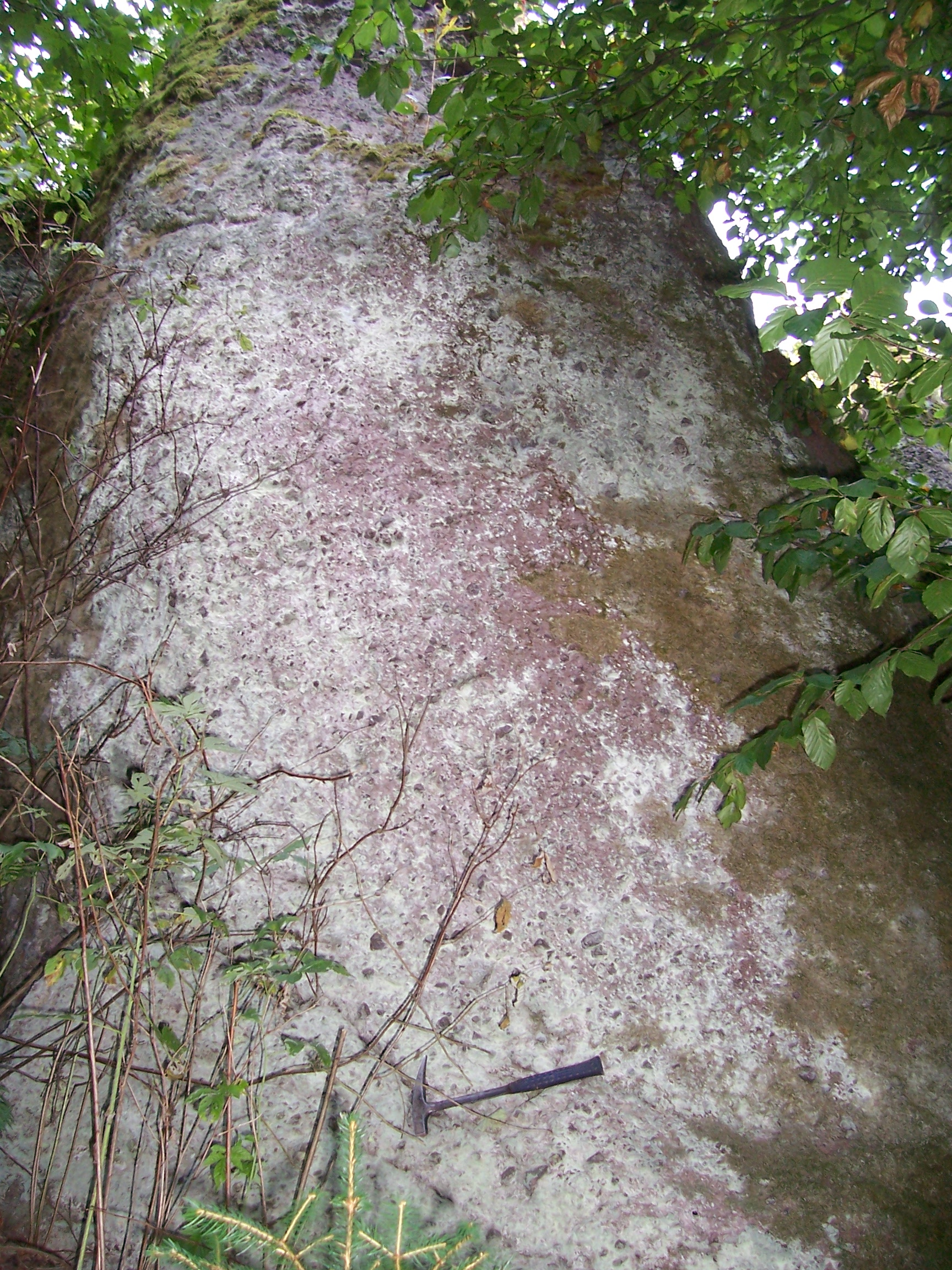
Aufschluss einer andesitischen pyroklastischen Brekzie („Porphyrit-Tuffbreccie“) permischen Alters im Stockheimer Becken, südöstlich von Rothenkirchen (Landkreis Kronach, Oberfranken, Bayern). Geologischer Hammer als Maßstab.

Mit dem Oberkarbon endet die Ablagerung von Meeressedimenten und es wird daher generell nicht mehr in Thüringische und Bayerische Fazies unterschieden (zum Teil wird diese Unterscheidung bereits mit Einsetzen der Flyschsedimentation nicht mehr getroffen und der „bayerische“ Wildflysch wird schlicht als proximales Äquivalent zum Flysch der Thüringischen Fazies gesehen, dessen Liefergebiet eher zufällig aus Prä-Flysch-Gesteinen der Bayerischen Fazies besteht). Zudem ist das Oberkarbon durch granitoide Gesteinskörper vertreten. Im Gegensatz zu anderen variszischen Rumpfgebirgen, sind die Vorkommen solcher Granitoide im Thüringisch-Fränkisch-Vogtländischen Schiefergebirge relativ gering. Einzig erwähnenswert ist in diesem Zusammenhang der Bergener Granit, der aber geologisch bereits dem Erzgebirge zugerechnet wird. Durch die enorme Hitze, die seinerzeit vom Granit ausging, sind die ordovizischen Tonschiefer in dessen Umgebung durch Kontaktmetamorphose verändert, sodass sie heute erosionsresistenter sind als einerseits der Granit selbst und andererseits die nicht-metamorphen Tonschiefer jenseits der Kontaktzone. Daher ist das für den Granit namensgebende Dorf Bergen von einem annähernd ringförmigen Höhenrücken umgeben.
Ein relativ großes Vorkommen terrestrischer Ablagerungen des Oberkarbon und des Perm (Rotliegend) liegt östlich von Sonneberg im Stockheimer Becken. Dort lagert diskordant auf unterkarbonischen Gesteinen eine Abfolge, die von Vulkaniten (u. a. Ablagerungen Pyroklastischer Ströme) über eine Serie von kohleführenden Schichten, roten Konglomeraten und Süßwasserkalken hin zu Dünensandsteinen reicht. Weitere größere Rotliegend-Vorkommen befinden sich im Schleuse-Horst (benannt nach dem kleinen Fluss Schleuse), wo sie überwiegend kambro-ordovizische Gesteine des Schwarzburger Sattels überdecken.
In der Kreide und im frühen Känozoikum war der große Südkontinent Gondwana bereits zerfallen und eines der größeren Bruchstücke, Afrika, bewegte sich zusammen mit einigen kleineren nördlich vorgelagerten Kontinentalsplittern auf den Südrand Europas zu: die Alpidische Gebirgsbildung erreichte ihre Hauptphase. Die Alpenbildung wirkt sich dergestalt aus, dass die Kruste im heutigen Mitteldeutschland angehoben wurde (Saxonische Tektonik), wovon auch der Bereich des heutigen Thüringisch-Fränkisch-Vogtländischen Schiefergebirges betroffen war. Die durch die Anhebung verstärkte Erosion führte dazu, dass dort zunehmend variszische Gesteine freigelegt wurden und sich allmählich der heutige Zustand herausbildete.
Ablagerungen des jüngeren Perms (Zechstein), die durch Kalksteine (u. a. auch Riffkalke) vertreten sind, treten in erster Linie in der Nordumrandung des Thüringisch-Fränkisch-Vogtländischen Schiefergebirges am Übergang zum Thüringer Becken auf. In Aufschlüssen dieser Nordumrandung zeigt sich die an den Rändern der variszischen Gebirgsrümpfe häufig anzutreffende Zechstein-Diskordanz, das heißt, Ablagerungen des Zechsteins (oft Kalksteine) lagern horizontal auf gefalteten und daher meist nicht horizontal liegenden unterkarbonischen oder älteren Gesteinen. Manchmal sind zwischen den Ablagerungen des Zechsteins und des älteren Paläozoikums, noch kleine Rotliegend-Reste eingeschlossen (z. B. am Bohlen bei Saalfeld). Auch die relativ mächtige Rotliegend-Abfolge des Stockheimer Beckens wird von Zechsteinsedimenten überlagert.

## Erdgeschichte
Am Ende des Präkambriums war die Krustenscholle, auf der sich heute das Thüringisch-Fränkisch-Vogtländische Schiefergebirge befindet, in die Cadomische Gebirgsbildung einbezogen, wodurch die neoproterozoischen Gesteine u. a. des Schwarzburger Sattels eine erste Faltung erfuhren. Dieses gefaltete Präkambrium bildete und bildet noch das Grundgebirge für die paläozoischen Gesteine.
Im Kambrium, nach weitgehender Erosion der cadomischen Gebirge, begann sich die Kruste im Bereich des heutigen Thüringisch-Fränkisch-Vogtländischen Schiefergebirges zu dehnen. Dadurch entstanden Grabenbrüche, welche die Vorstufen des späteren Rheischen Ozeans waren. Die Bildung dieser Grabenbrüche ging mit Vulkanismus einher, der u. a. die Entstehung des Vesser Komplexes zur Folge hatte. Obwohl an ihren tiefsten Stellen bereits ozeanische Kruste gebildet wurde, waren diese Grabenbrüche im Kambrium vermutlich noch relativ schmal und somit gab es nur wenige Regionen, die als Ablagerungsgebiete dienten. Dies ist möglicherweise eine Ursache dafür, dass insgesamt kaum kambrische Gesteine im Thüringisch-Fränkisch-Vogtländischen Schiefergebirge auftreten. Eine andere mögliche Ursache für das geringe Vorkommen kambrischer Gesteine ist eine zwischenzeitliche Hebungsphase an der Wende vom Kambrium zum Ordovizium im Zuge derer kambrische Ablagerungen wieder abgetragen wurden.
Die kambrischen Grabenbrüche dehnten sich im weiteren Verlauf des Paläozoikums zu einem Meeresbecken, dem Rheischen Ozean, aus. Insgesamt 180 Millionen Jahre dauerte die paläozoische Meeresbedeckung der Region des heutigen Thüringisch-Fränkisch-Vogtländischen Schiefergebirges. Die heute stark gestauchte Kruste bildete seinerzeit ein ausgedehntes, tektonisch ruhiges Schelfareal am Nordrand des großen Südkontinentes Gondwana. Dort lagerten sich in Ordovizium, Silur und auch noch im Devon die feinkörnigen Hochseesedimente ab, die heute als Kiesel-, Alaun-, Schwarz-, Kalkknoten- oder „gewöhnliche“ Tonschiefer vorliegen. In geringeren Wassertiefen bildeten sich Kalksteine. Vom Leben in diesen Meeren zeugen zahlreiche Fossilien. Typisch sind bodenbewohnende Wirbellose wie Trilobiten, Brachiopoden, Tentakuliten und Seelilien, aber auch pelagische Organismen, wie Graptolithen oder Cephalopoden (Orthoceraten im Silur, Goniatiten im Devon). Auch direkt im Sediment lebten Organismen, was durch Spurenfossilien wie Phycodes (im ordovizischen Phycoden-Quarzit) oder Thalassinoides (im silurischen Ockerkalk) belegt ist.
Mit zunehmender Annäherung an den damaligen Südrand Europas (Avalonia) begann im Oberdevon die variszische Gebirgsbildung. Hierbei ist umstritten, ob die Kruste, auf der heute das Thüringisch-Fränkisch-Vogtländische Schiefergebirge, das Fichtel- und das Erzgebirge sowie die Sudeten lagern, ein eigenständiger Kleinkontinent namens Saxothuringia war, oder ob sie bis zur Kollision mit Avalonia ein fester Bestandteil des Nordrandes Gondwanas blieb. Mit dem Beginn der variszischen Gebirgsbildung ging eine Vulkanismus-Episode einher, im Zuge derer u. a. Lava- (Rhyolithe, Diabase) und Tuffgesteine entstanden.
Im Unterkarbon begann die Kollision mit Avalonia. Das saxothuringische Meeresbecken wurde immer weiter zusammengeschoben und die bereits abgelagerten Sedimente und Gesteine, einschließlich des cadomischen Basements, wurden gefaltet und regelrecht übereinander gestapelt. In diesem Zeitraum wurden vermutlich die Münchberger Gneismasse und eventuell auch die meisten Gesteine der Bayerischen Fazies als Deckenüberschiebungen an ihre heutige Position verfrachtet. Die tektonischen Vorgänge führten zu zahlreichen Erdbeben, wodurch immer wieder Sedimente und bereits verfestigtes Gestein in die noch vorhandenen Beckenbereiche rutschten. Das Ergebnis sind die Flyschserien in der Teuschnitz-Ziegenrücker und der Mehltheurer Mulde, die als Grauwacken-Tonschiefer-Wechselfolge vorliegen. Unmittelbar an den Kontinentalhängen kamen die gröbsten Rutschmassen zur Ablagerung, die den Wildflysch der Bayerischen Fazies bilden. Der Flysch blieb jedoch nicht von der Gebirgsbildung ausgenommen, sondern wurde, abhängig von der Entfernung zu Gebirgsbildungsfront, früher oder später ebenfalls in Faltungs- und Überschiebungsprozesse einbezogen.
Im Oberkarbon kam die Variszische Orogenese zum Abschluss. Gondwana war nun mit Europa vereint und im heutigen Deutschland existierten keine Meeresbecken mehr. Das neu entstandene Gebirge kollabierte teilweise unter der eigenen Last und in die Störungszonen drangen Magmen ein, die granitoide Gesteinskörper hinterließen. Zudem war das Gebirge Verwitterung und Erosion ausgesetzt und wurde allmählich wieder abgetragen. Der entsprechende Erosionsschutt (Rotliegend-Molasse) des damaligen thüringisch-fränkisch-sächsischen Teils des Variszischen Gebirges hat sich bis heute im Thüringer Wald, in der Erzgebirgsvorlandsenke und im Stockheimer Becken am Südrand des Frankenwaldes erhalten.
Im Oberperm kam es zu einem Meereseinbruch in Mitteleuropa. Das sogenannte Zechsteinmeer flutete auch die Randbereiche des nun bereits weitgehend abgetragenen Gebirges und hinterließ dort überwiegend Kalksteine. In besonders flachen Gewässern bildeten sich auch langsam wachsende, schlammige Kleinriffe, die überwiegend von Bryozoen aufgebaut wurden.
Zu Beginn des Mesozoikums, in der Trias, hatte sich das Zechsteinmeer wieder zurückgezogen. Vom Variszischen Gebirge war an der Erdoberfläche kaum noch etwas vorhanden. Schon im Perm, zunehmend aber in der Trias, begann Gondwana sich wieder von Europa zu lösen, wobei das Saxothuringikum  am Südrand Europas verblieb. Das Auseinanderdriften der Kontinente ging, wie schon zu Beginn des Paläozoikums, mit einer Absenkung der Kruste einher. Daher war die gesamte Region des heutigen Thüringisch-Fränkisch-Vogtländischen Schiefergebirges in der Trias und im frühen und mittleren Jura Teil eines ausgedehnten Ablagerungsraumes im heutigen Mitteleuropa, der periodisch vom Meer überflutet wurde und mächtige Serien aus Sand-, Ton- und Kalksteinen aufnahm.
Ab dem Oberjura fiel die Region jedoch trocken und gehörte zum Nordrand einer Landmasse, die als Rheinisch-Böhmische Insel bezeichnet wird. Das Trockenfallen führte dazu, dass die postvariszischen Ablagerungen allmählich wieder erodiert wurden.

## Geomorphologie
Die namentlich bekanntesten Teillandschaften des Thüringisch-Fränkisch-Vogtländischen Schiefergebirges sind Thüringer Schiefergebirge, Frankenwald und Vogtländisches Schiefergebirge. Diese Aufteilung nach Kulturregionen trifft indes weder die geologischen noch die geomorphologischen Gegebenheiten besonders gut. So ähnelt das Ostthüringer Schiefergebirge geologisch dem Frankenwald und geomorphologisch dem Vogtländischen, jedoch in keinem der beiden Aspekte nennenswert dem höheren Thüringer Schiefergebirge, wobei noch im 19. Jahrhundert das Letztgenannte dem Thüringer Wald zugerechnet und die Landesgrenze als Grenze zum Frankenwald angesehen wurde.
Das Handbuch der naturräumlichen Gliederung Deutschlands bezeichnete ab den 1950er Jahren mit der Haupteinheit Thüringer Schiefergebirge nur dessen höheren Südwestteil, erweitert um den Frankenwald. Diese wurde im Jahrzehnte später erschienenen, verfeinernden Nachfolgewerk Die naturräumlichen Einheiten auf Blatt 141 Coburg treffendererweise mit Thüringisch-Fränkisches Schiefergebirge bezeichnet. Das Ostthüringer Schiefergebirge wird dem gegenüber dem Vogtland als dessen Nordwestteil zugerechnet. Diese Einteilung in Montan- und Submontanteil entspricht deutlich eher den geomorphologischen Gegebenheiten. Der Norden des Montanteils wird seit einigen Jahren sowohl vom Bundesamt für Naturschutz (BfN) als auch von der Thüringer Landesanstalt für Umwelt und Geologie (TLUG), unter leicht voneinander abweichenden Grenzziehungen, als Schwarza-Sormitz-Gebiet ausgewiesen.

### Naturräumliche Zuordnung

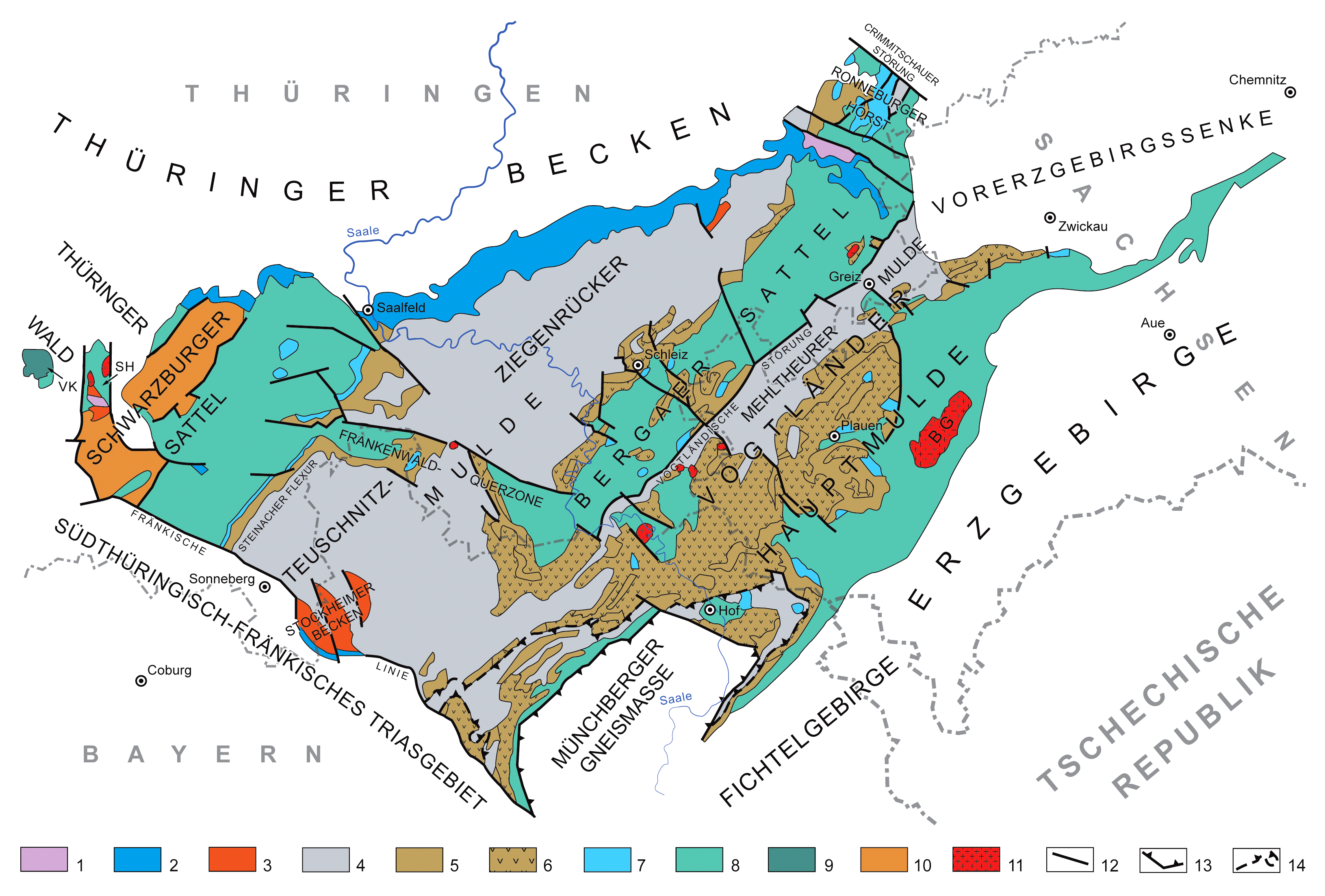
Geologische Übersichtskarte

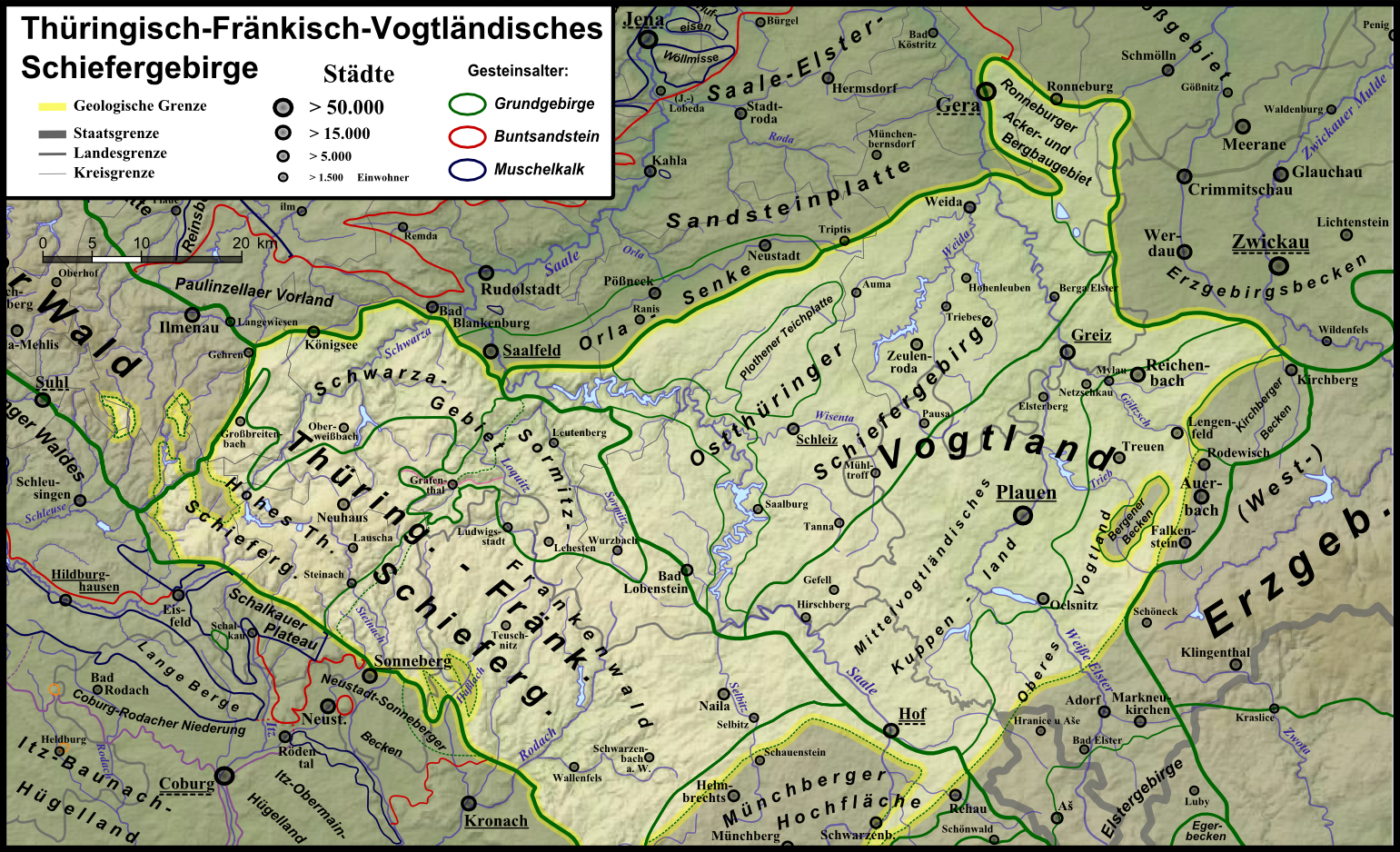
Naturraumkarte

Wie folgt lassen sich die geologischen Einheiten den Naturräumen zuordnen:
- (zu 39 Thüringisch-Fränkisches Mittelgebirge)
  - 392 Thüringisch-Fränkisches Schiefergebirge
    - Hohes Thüringer Schiefergebirge
      - Schwarzburger Sattel (Ohne Norden)

    - Frankenwald
      - Teuschnitzer Mulde
      - Zentralteil des Gräfenthaler Horstes
      - Lobensteiner Horst

    - Schwarza-Sormitz-Gebiet
      - „Schwarza-Gebiet“
      - Nordteil des Schwarzburger Sattels
      - „Sormitz-Gebiet“
      - Südwestteil der Ziegenrücker Mulde
      - West- und Ostteil des Gräfenthaler Horstes
- 41 Vogtland
  - 410 Ostthüringisch-Vogtländische Hochflächen
    - Ziegenrücker Mulde (ohne Südwestteil)
    - Bergaer Sattel
    - Ronneburger Acker- und Bergbaugebiet
      - Ronneburger Horst (= Ronneburger Querzone)

  - 411 Mittelvogtländisches Kuppenland
    - Mehltheurer Mulde bis zur Devon-(bzw. Diabas-)Ostgrenze

  - 412 Oberes Vogtland
    - nur bis zum Auftreten regionalmetamorpher Gesteine (Phyllite, Glimmerschiefer) dem Schiefergebirge zuzurechnen

### Abweichungen der Naturraumgrenzen von den geologischen
Die üblichen Naturraumgrenzen weichen etwas von den geologischen Grenzen ab:
- Die Täler von Schleuse und Neubrunn, die südlich des Rennsteigs für gewöhnlich als Grenze vom Thüringer Wald zum Thüringer Schiefergebirge angesehen werden, verlaufen nur abschnittsweise entlang der geologischen Grenze:
  - Am Schleuse-Horst zieht sich das geologische Schiefergebirge entlang dem Schleuse-Oberlauf bis zur Talsperre Schönbrunn und erscheint nördlich davon, zwischen Böser Schleuse (Westen) und Tanne (Osten), inselartig wieder.
  - Gänzlich inselartig im Thüringer Wald liegt der Vesser-Komplex zwischen den Oberläufen von Vesser (Westen) und Nahe (Osten).
  - Östlich der Neubrunn ziehen sich die Gesteine des Rotliegend in der Masserberger Scholle über den Fehrenberg und Masserberg bis zum Eselsberg
  - Südöstlich des Mittellaufes der Schleuse zieht sich das Rotliegend der Crocker Scholle über die Hohe Warth (Südwestausläufer des Simmersbergs) über Wachberg und Priemäusel bis vor Crock.
- Der Osten und vor allem Südosten des Oberen Vogtlandes enthält Landschaften, die geologisch bereits zum Erzgebirge bzw. zum Fichtelgebirge gehören:
  - Das inselartige Bergener Becken und das randständige Kirchberger Becken mit granitoiden Gesteinen (Bergener Granit und Kirchberger Granit)
  - Der Präkambriumstreifen am Oberlauf der Göltzsch bei Falkenstein/Vogtl., Auerbach/Vogtl. und Rodewisch
  - Das Elstergebirge und sein westliches Vorland
- Der Teil des Schiefergebirges in Bayerischer Fazies in unmittelbarer Umgebung der Münchberger Gneismasse gehört noch mit zur Münchberger Hochfläche.

## Geotope und Geotourismus (Auswahl)
Im Thüringisch-Fränkisch-Vogtländischen Schiefergebirge gibt es zahlreiche außergewöhnliche und daher geotouristisch attraktive Geotope:
- Schaubergwerk „Schwarze Crux“ in Vesser bei Suhl: Vulkanogene Eisenerze des kambrischen Vesser Komplexes.
- Saalfelder Feengrotten: ehemaliges Bergwerk in silurischen Alaun- und Kieselschiefern. Eine Besonderheit sind die Diadochit-Tropfsteine, welche bizarre Formen bilden,
- Schieferbruch am Winterberg bei Ludwigsstadt: Geotop mit Tentakuliten-Schiefer und Nereiten-Quarzit des unteren Devon,
- Bohlen bei Saalfeld: Typuslokalität der oberdevonischen Bohlen-Formation,
- Steinerne Rose: devonische Lava-Pillows, die durch Verwitterung das Aussehen einer aufblühenden Rosenknospe aufweisen,
- Schieferpark Lehesten: ehemaliger Dachschiefertagebau in unterkarbonischen Dach- und Rußschiefern der Frankenwald-Querzone.